# Remscheid
Remscheid járási jogú város Németországban, azon belül Észak-Rajna-Vesztfália tartományban. Lakosainak száma 112 970 fő (2023. december 31.). Remscheid Wuppertal, Wermelskirchen, Hückeswagen, Solingen, Oberbergischer Kreis és Rhein-Berg District községekkel határos.

## Közigazgatás
- Alt-Remscheid

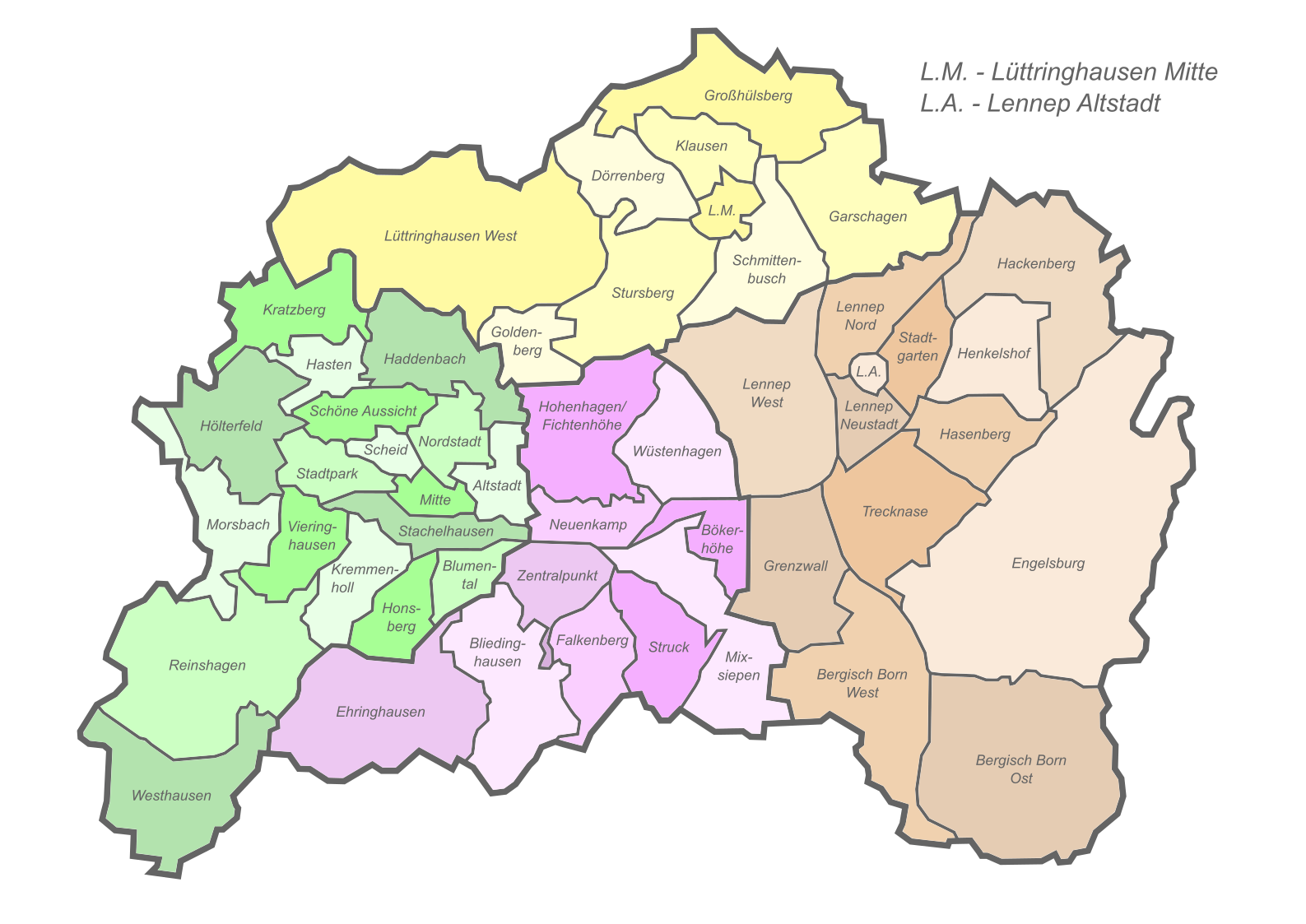
A városrészek

Aue, Birgden I, Blumental, Büchel, Büchen, Fürberg, Gerstau, Güldenwerth, Haddenbach, Hasenclev, Hasten, Hölterfeld, Hof Heidhof, Hohenhagen, Holz, Honsberg, Hütz, Ibach, Kremenholl, Küppelstein, Lobach, Morsbach, Papenberg, Platz, Rath, Reinshagen, Rosenhügel, Siepen, Steinberg, Tyrol, Vieringhausen és Westhausen.
- Remscheid-Süd

Baisiepen, Berghausen, Bliedinghausen, Menninghausen, Bökerhöhe, Ehringhausen, Falkenberg, Handweiser, Loborn, Mixsiepen, Neuenkamp, Preyersmühle és Struck.
- Remscheid-Lüttringhausen

Birgden III, Blume, Buscherhof, Clarenbach, Clemenshammer (csak részben Lüttringhausen), Farrenbracken, Garschagen, Goldenberg, Großhülsberg, Grund, Grüne, Gründerhammer, Grünenplatz, Halbach, Hermannsmühle, Heusiepen, Klausen, Kranenholl, Langenhaus, Leyermühle, Linde (csak részben Lüttringhausen), Neuland, Nüdelshalbach, Oelingrath, Spelsberg, Spelsberger Hammer, Stollen, Stursberg, Tackermühle, Westen és Wüste.
- Remscheid-Lennep

Auf der Hardt, Bergisch Born, Birgden II, Böhlefeld, Buchholzen, Dörpholz, Dörpmühle, Durchsholz, Endringhausen, Engelsburg, Forsten, Grenzwall, Hackenberg, Hasenberg, Henkelshof, Kräwinklerbrücke, Leverkusen, Lüdorf és Trecknase.

## Remscheid fiai és lányai
- 1810: Johann Peter Hasenclever; †  1853, Düsseldorf, festő
- 1845: Lennepben: Wilhelm Conrad Röntgen; † 1923, München, fizikus
- 1925: Petra Peters(wd); † 2004, München, színésznő
- 1970: Christine Urspruch(wd), színésznő
- 1975: Christiane Soeder(wd) német-osztrák kerékpáros
- 1976: Anna-Maria Gradante(wd), német dzsúdós
- 1987: Alexander Dercho, labdarúgó
- 1994: Nikólaosz Jóannidisz, görög labdarúgó

## Népesség
A település népességének változása:
| Lakosok száma | 133 145 | 109 499 | 110 611 | 110 584 | 110 994 | 111 770 | 112 613 | 112 970 |
|               | 1975    | 2015    | 2016    | 2017    | 2019    | 2021    | 2022    | 2023    |

## Képek

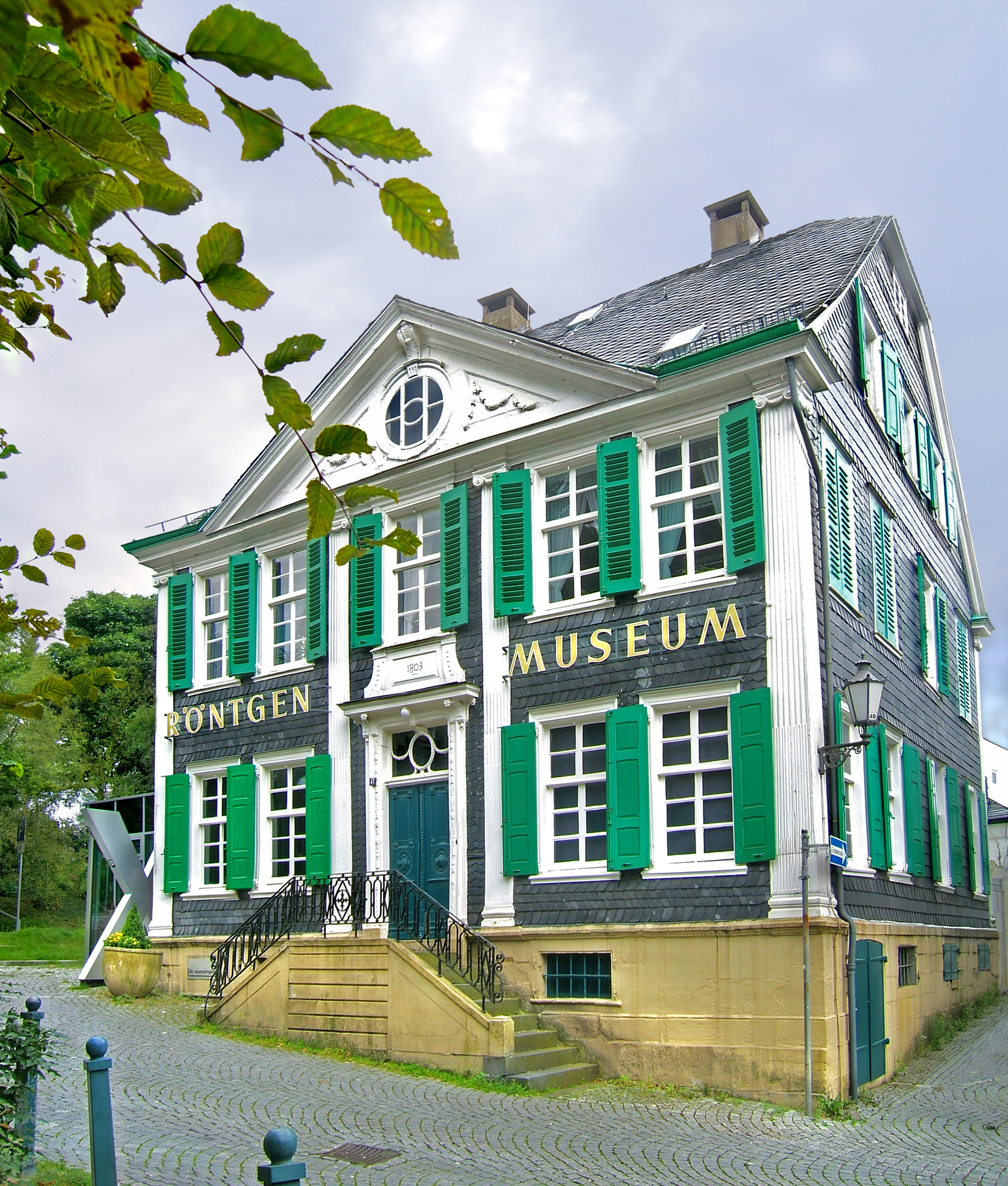
A Röntgen-Múzeum
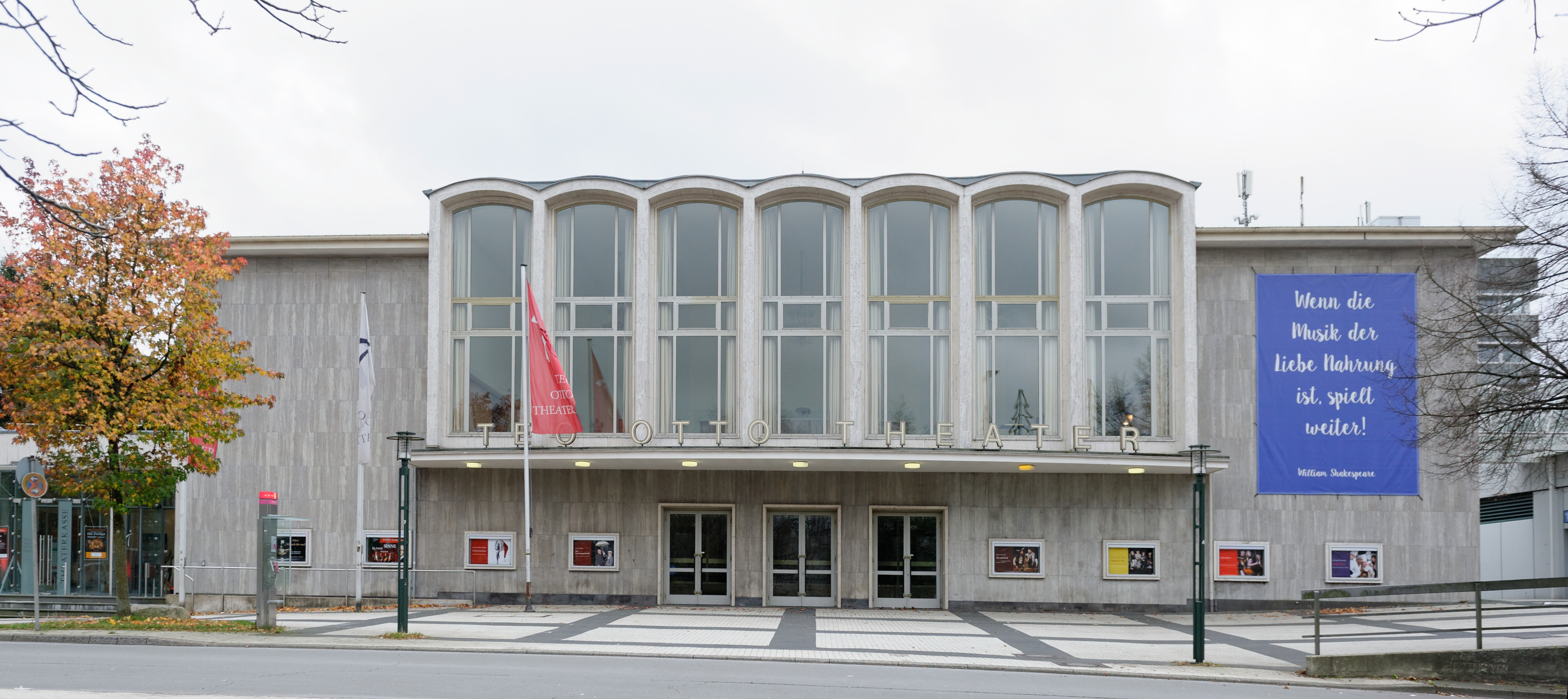
A színház
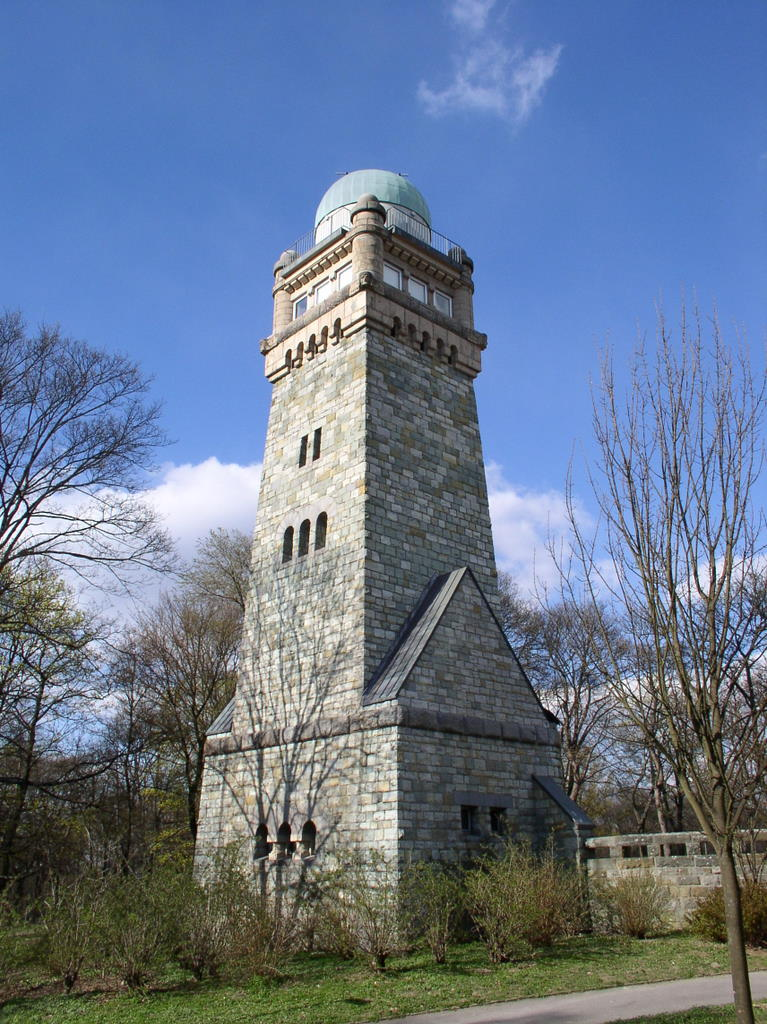
A Bismarck-torony
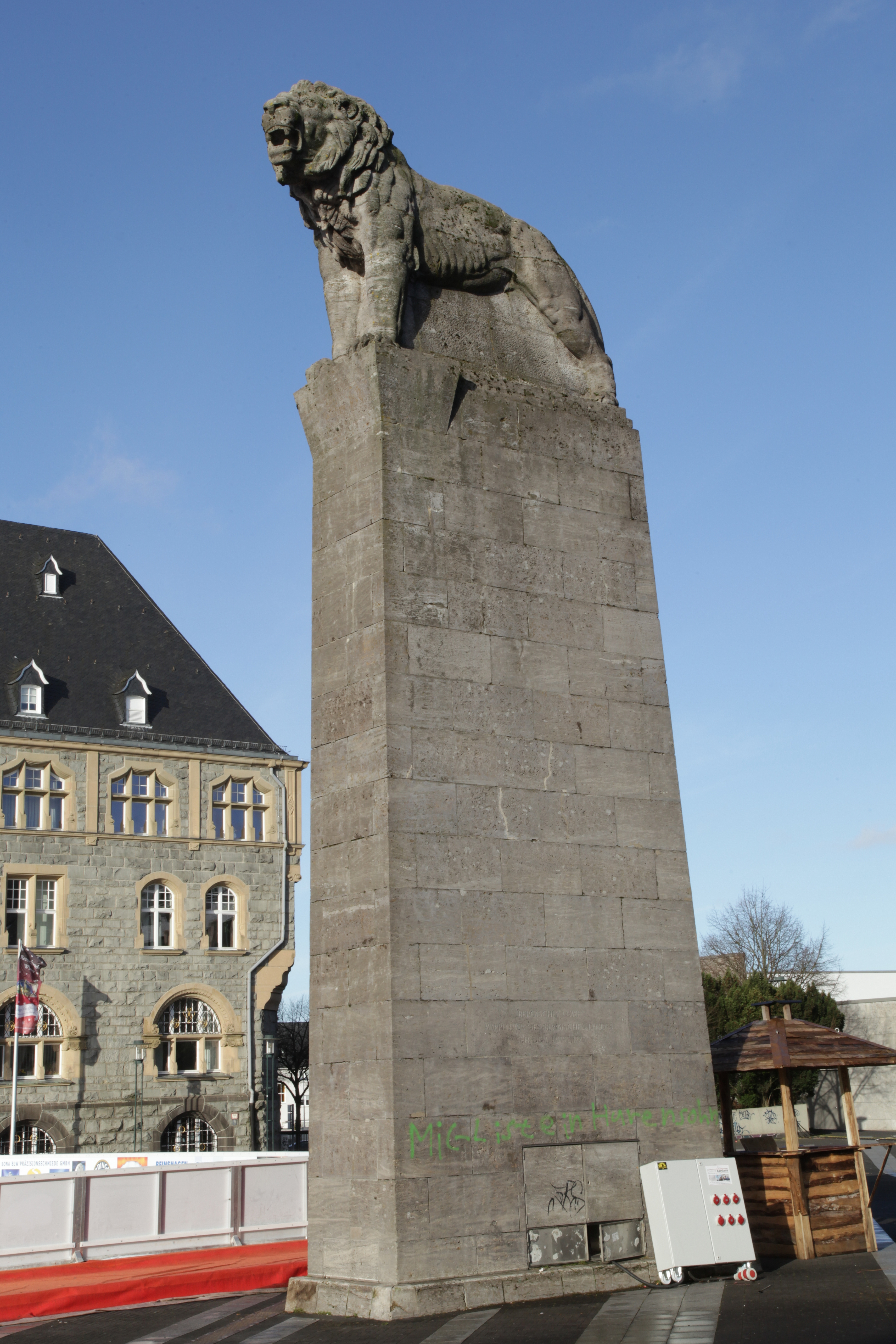
Az Oroszlános emlékmű
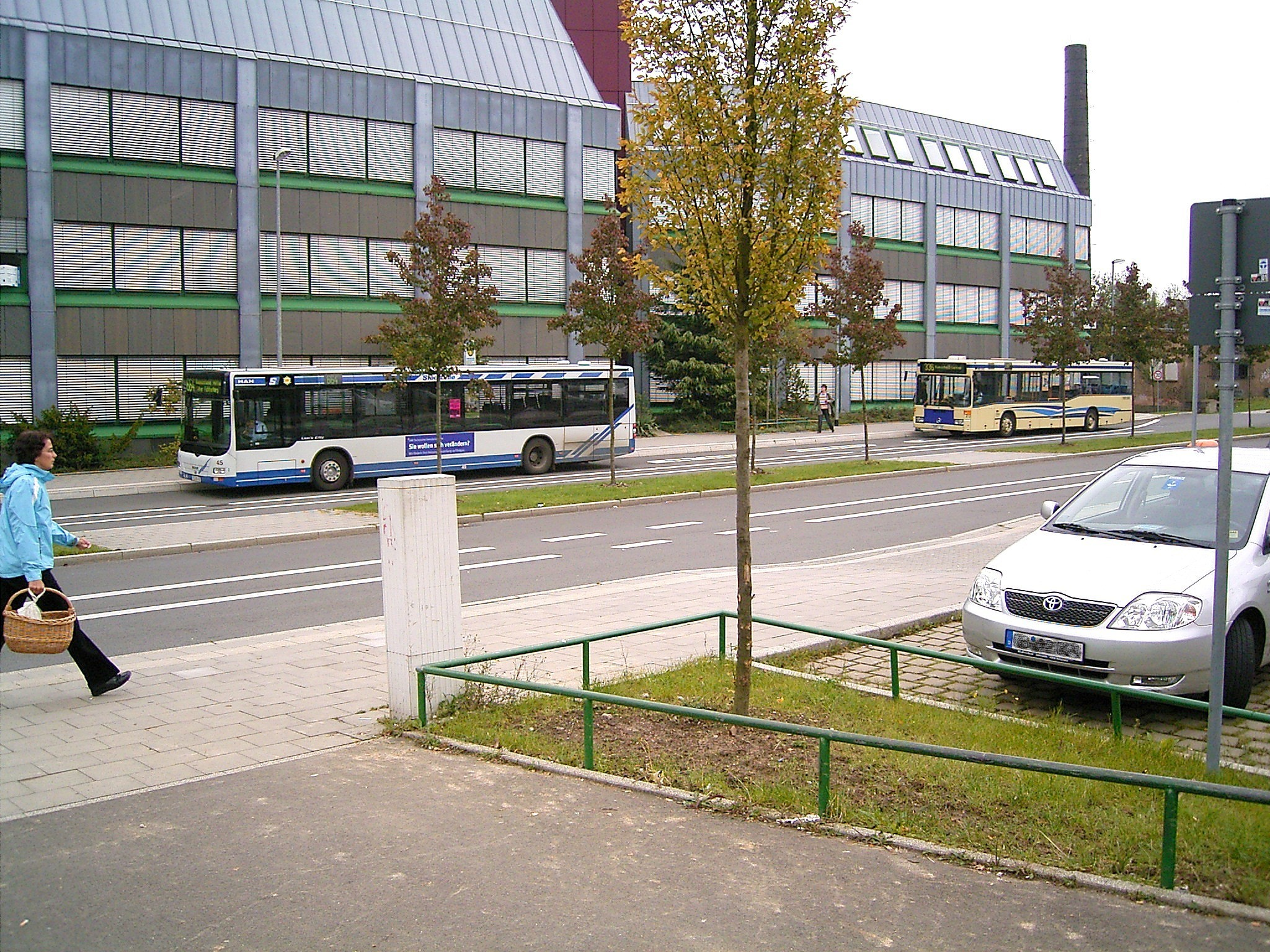
A lennei vasútállomas
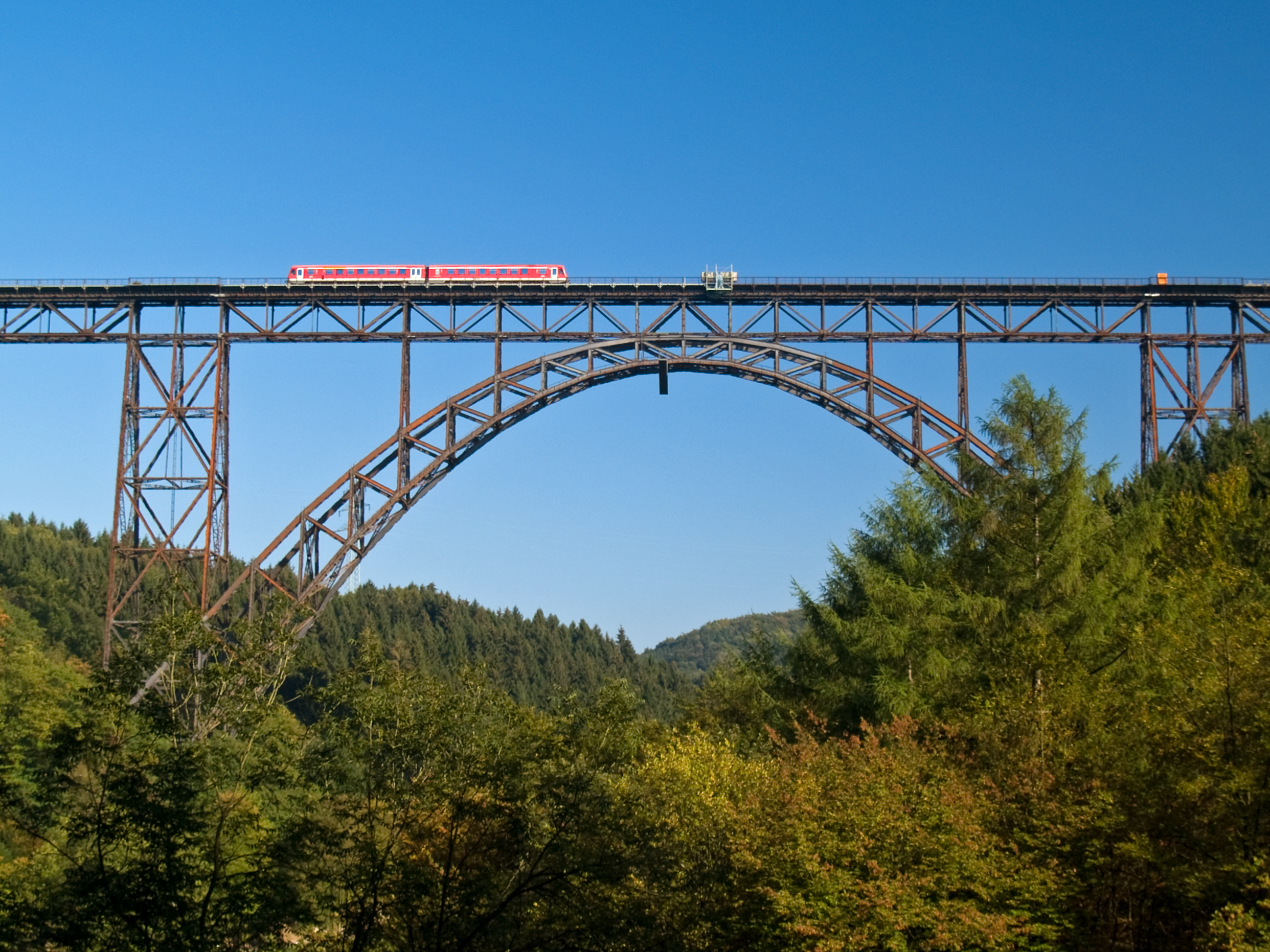
A müngsteni híd